# Fiat South Africa
FIAT South Africa était la filiale du constructeur italien FIAT, implantée en Afrique du Sud au début des années 1950 pour l'assemblage local des modèles italiens avec le volant à droite. En 1978, FIAT décide de fermer son usine de Rosslyn et signe un accord de coopération avec son concurrent italien (à l'époque) Alfa Romeo South Africa pour lui faire fabriquer les dernières séries des modèles 128, 132 et 128 Pickup.

## Histoire
Les premiers modèles automobiles FIAT ont été importés en Afrique du Sud par des particuliers ou des agents locaux depuis l'origine de la marque italienne, en 1899.
Au lendemain de la Seconde Guerre mondiale, tous les États ont commencé à élever des droits de douane, plus ou moins lourds, pour protéger leur industrie locale, lorsqu'il en existait une. Ce n'était pas le cas de Afrique du Sud, qui les a instaurés pour faire entrer des devises et forcer les entreprises à créer des usines localement.
Certains modèles de la vaste gamme du constructeur italien ont été importés en Afrique du Sud via un réseau de concessionnaires de la marque puis, vu le succès remporté et l'application des taxes d'importation élevées, la direction italienne de la marque décide de faire produire ses modèles localement en confiant à la société "Car Distribution Assembly Ltd - CDA Ltd" de East London le soin d'assembler les voitures livrées en kits CKD, sous le contrôle d'un responsable qualité italien. La société "CDA Ltd" assemblait déjà des automobiles pour le compte de Mercedes-Benz. Aucun autre constructeur européen ne disposait alors d'usine locale propre. FIAT a assemblé, de cette manière, ses modèles en Afrique du Sud de 1950 jusqu'au début des années 1980.
En 1958, le gouvernement sud-africain a assoupli le contrôle des importations et a autorisé l'importation d'unités entièrement montées. Cet assouplissement fut de courte durée. Dès 1960, l'importation de véhicules complets montés fut lourdement taxée.
En 1960, FIAT, Mercedes-Benz et DKW / Auto Union faisaient assembler plusieurs modèles chez CDA Ltd et Alfa Romeo allait faire également assembler ses Giulietta et Giulia. Cela allait saturer les capacités de l'usine d'East London ce qui a obligé la direction de FIAT à transférer l'assemblage de ses modèles des ateliers de "C.D.A. Ltd" à ceux de "Motors Assembly Ltd - MA Ltd" en 1962 afin de continuer à augmenter le nombre de véhicules produits localement. Le lancement de la nouvelle gamme FIAT locale avec les FIAT 1100 D, 1500 berline et familiale et la luxueuse 2300 justifiait largement ce changement. 
Quelque temps plus tard, Lancia va aussi utiliser les services de "M.A. Ltd" pour assembler localement ses modèles Appia et Flavia. Lancia ne restera que quelques années sur le marché sud-africain. Lorsque le gouvernement imposa l'intégration d'un pourcentage plus élevé de composants locaux, Volvo va aussi faire assembler son modèle unique 120 Amazon par MA Ltd et FIAT fonde la société "Turin Motors Ltd" pour produire localement certains ensembles mécaniques complets (moteurs et boîtes de vitesses). En 1967, la loi imposait d'intégrer un minimum de 35 % de pièces produites localement pour obtenir les autorisations gouvernementales de poursuivre l'activité de commercialisation de modèles "locaux", sans majoration des taxes de douane.
En 1963, le groupe FIAT confie également à la société "M.A. Ltd" l'assemblage des camions FIAT V.I. et OM pour le marché local dominé alors par des produits américains obsolètes. Magirus-Deutz fera de même peu de temps après.
En 1964, FIAT est la marque qui connait la plus forte croissance en Afrique du Sud au point que la direction italienne engage une approche auprès de son prestataire pour envisager son rachat, FIAT voulant s'installer directement dans le pays. Les constructeurs japonais qui venaient d'arriver sur le marché avaient pressenti une forte opportunité pour faire de l'Afrique du Sud une tête de pont pour infiltrer certains marché étrangers fermés aux produits asiatiques. Toyota rachète alors l'usine "M.A. Ltd" le 31 décembre 1964 pour un montant très surévalué par rapport à l'offre du groupe italien.
Il s'ensuit que la nouvelle direction japonaise fait en sorte d'exclure les anciens clients de "M.A. Ltd". Datsun rachète un atelier d'assemblage près de Prétoria et y transfère sa production en 1966. FIAT obtient l'autorisation du gouvernement Sud Africain pour construire sa propre usine de production dans la banlieue de Pretoria, à Rosslyn qui devient opérationnelle en 1968. À peine mise en service, l'usine FIAT de Rosslyn monte rapidement en cadence avec une gamme moderne qui comprend les modèles FIAT 124, 125 et 128 plus son précédent modèle à succès, la FIAT 1500.
Entre 1946 et 1974 le pays connait une très forte croissance avec un taux de 5 %. En 1974, FIAT Auto détient plus de 7 % du marché automobile d'Afrique du Sud. FIAT fabrique localement certains modèles spécifiquement pour le marché local comme la "128 Pickup", véhicule utilitaire qui a été fabriqué nulle part ailleurs dans le monde.
À partir de 1975, les effets d'une première étape des sanctions pour cause d'apartheid qui ont conduit à un embargo total du pays, commencent cruellement à se faire ressentir. L'économie de l'Afrique du Sud plonge dans une très grave crise économique qui réduit fortement la demande en voitures neuves dont la baisse des ventes est supérieure à 50 % en un an. Sous la pression des États-Unis, comme certains autres constructeurs occidentaux, en 1978, FIAT décide de fermer son usine de Rosslyn et signe un accord de coopération avec son concurrent italien Alfa Romeo South Africa pour lui faire fabriquer les dernières séries des modèles 128, 132 et 128 Pickup.
En 1983, dans le but d'utiliser au mieux le potentiel productif installé, Alfa Romeo South Africa devient également l'assembleur du dernier modèle Daihatsu en vente localement, la Charade.
En 1984, le niveau des ventes de voitures neuves en Afrique du Sud atteint son minimum historique, les usines tournent à 10 % de leur capacité. Alfa Romeo South Africa ferme son usine locale. Les modèles sont alors tous importés d'Italie.

### Les ravages de l'apartheid
L'année 1975 a marqué une nette transition avec le renforcement des lois d'apartheid et l'application des sanctions internationales avec l'embargo sur la vente d'armes et les restrictions dans le commerce international de et vers le pays. L'embargo affecte particulièrement l'Afrique du Sud du fait que son économie est très dépendante de la technologie et des capitaux étrangers. Pour contrer les sanctions économiques et industrielles bilatérales, le gouvernement sud-africain développe, durant cette période, un système permettant de contourner les sanctions en s'appuyant notamment sur l'internationalisation des grands groupes financiers ou industriels, d'investissements dits off shore et sur quelques États partenaires comme Israël et Taïwan.
En juin 1986, le gouvernement sud-africain proclame l'état d'urgence et déploie l'armée dans les townships. Les premières sanctions internationales imposées en 1962 n'étaient pas contraignantes. Avant 1984, seul un embargo sur les ventes de pétrole par les membres de l'OPEP et un embargo sur les ventes d'armes, proclamé par les Nations-Unies, avaient eu un minimum d'effets. À partir de 1984, alors que la situation intérieure se dégrade vraiment, quelques pays proclament et appliquent un embargo total sur le commerce avec l'Afrique du Sud (Suède, Danemark et Norvège) sans être suivis par tous les partenaires commerciaux traditionnels de l'Afrique du Sud. Les restrictions que ces derniers appliquent sont principalement diplomatiques ou commerciales comme l'embargo sur les importations de charbon, la fermeture de consulats ou le refus d'exportation de technologies. Seuls les États-Unis, premier partenaire commercial de l'Afrique du Sud en 1985, adoptent une position dure avec le comprehensive anti-apartheid act de 1986 qui comprend l'arrêt de nouveaux investissements, l'embargo total sur plusieurs produits comme le charbon et l'acier et l'arrêt des liaisons aériennes. Le Japon a, quant à lui, remplacé les États-Unis comme premier partenaire commercial de l'Afrique du Sud en devenant le principal importateur de produits sud-africains suivi par l'Allemagne et la Grande-Bretagne. De 1981 à 1988, 40 % des entreprises multinationales opérant en Afrique du Sud quittent le pays (soit 445 sociétés).
Si l'Afrique du Sud paye les frais de sa politique d'apartheid, les sanctions économiques et commerciales, plus ou moins contraignantes, ont été diversement appliquées : l'Allemagne et le Japon ne les ont pas appliquées et sont ainsi devenus le premier et deuxième partenaire commercial de l'Afrique du Sud. La majeure partie des lois d'apartheid seront abolies entre 1989 et juin 1991.

## Le retour de FIAT

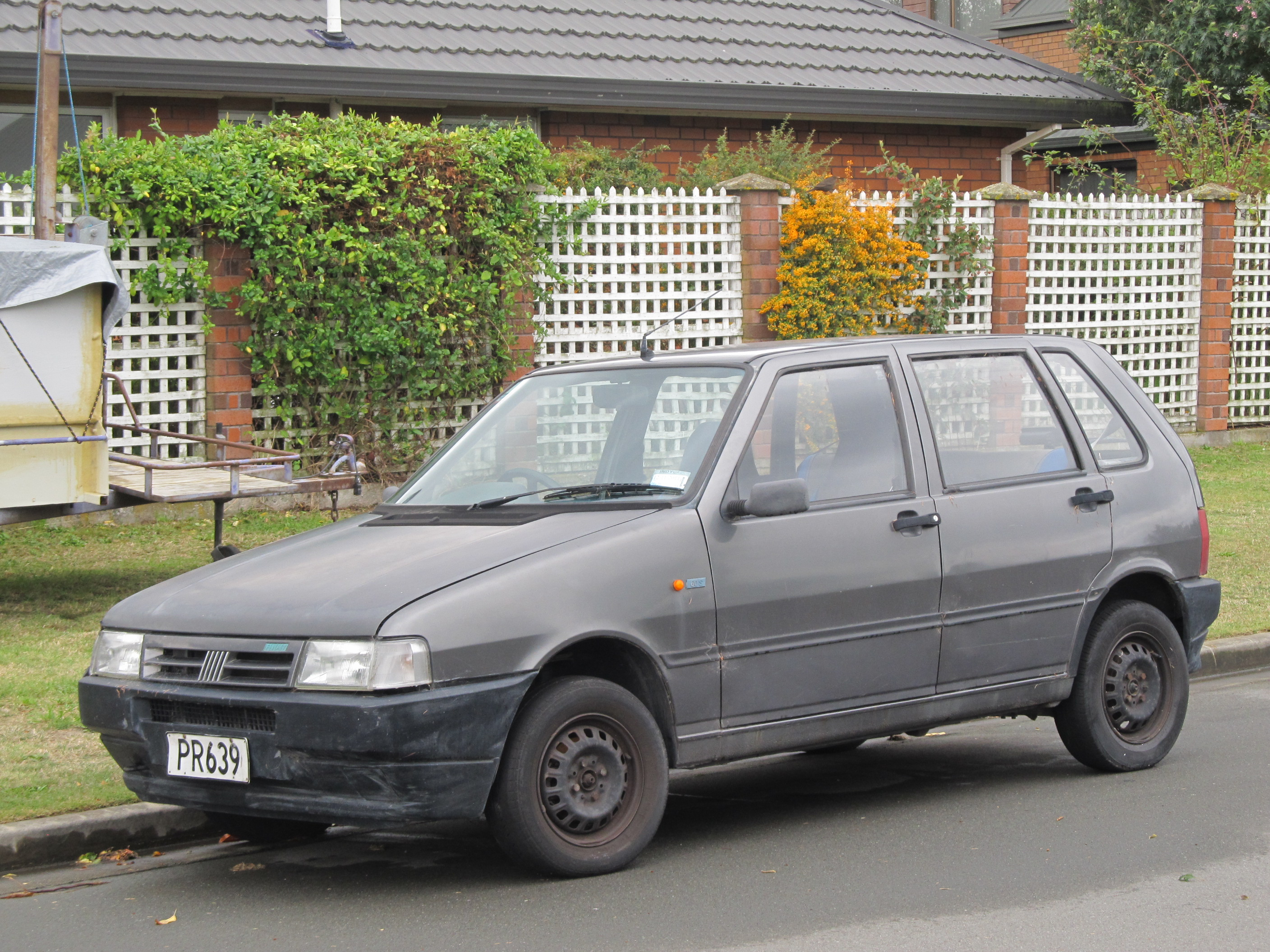
FIAT Uno by Nissan

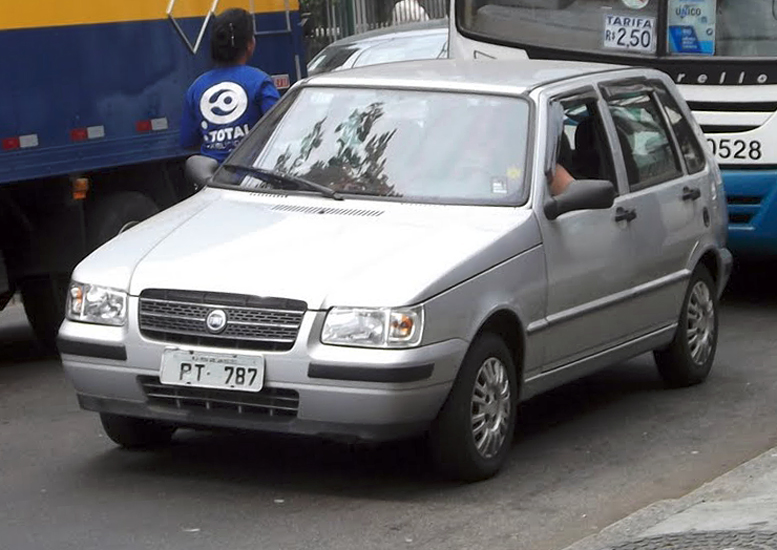
FIAT Uno Mia

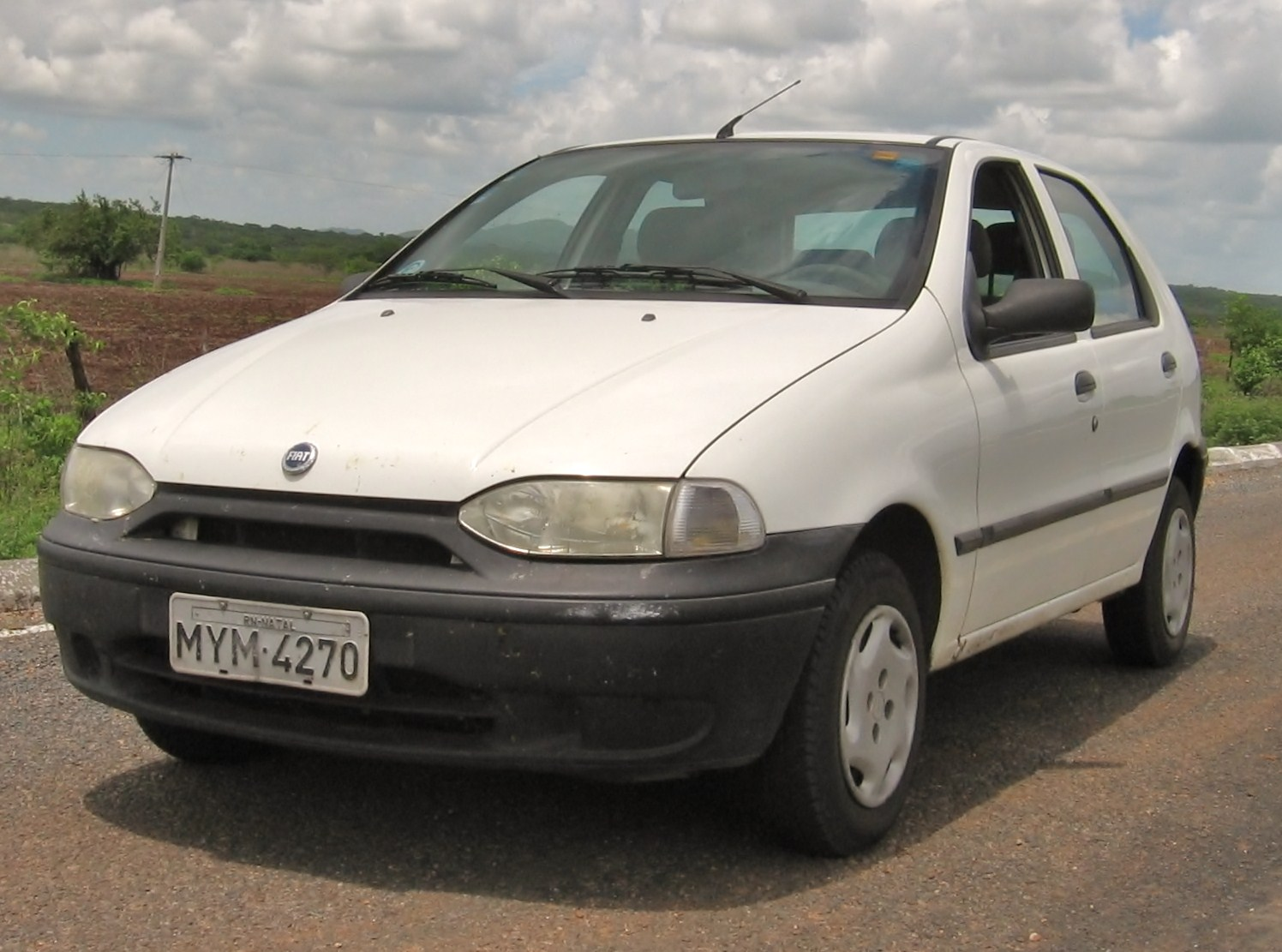
FIAT Palio I

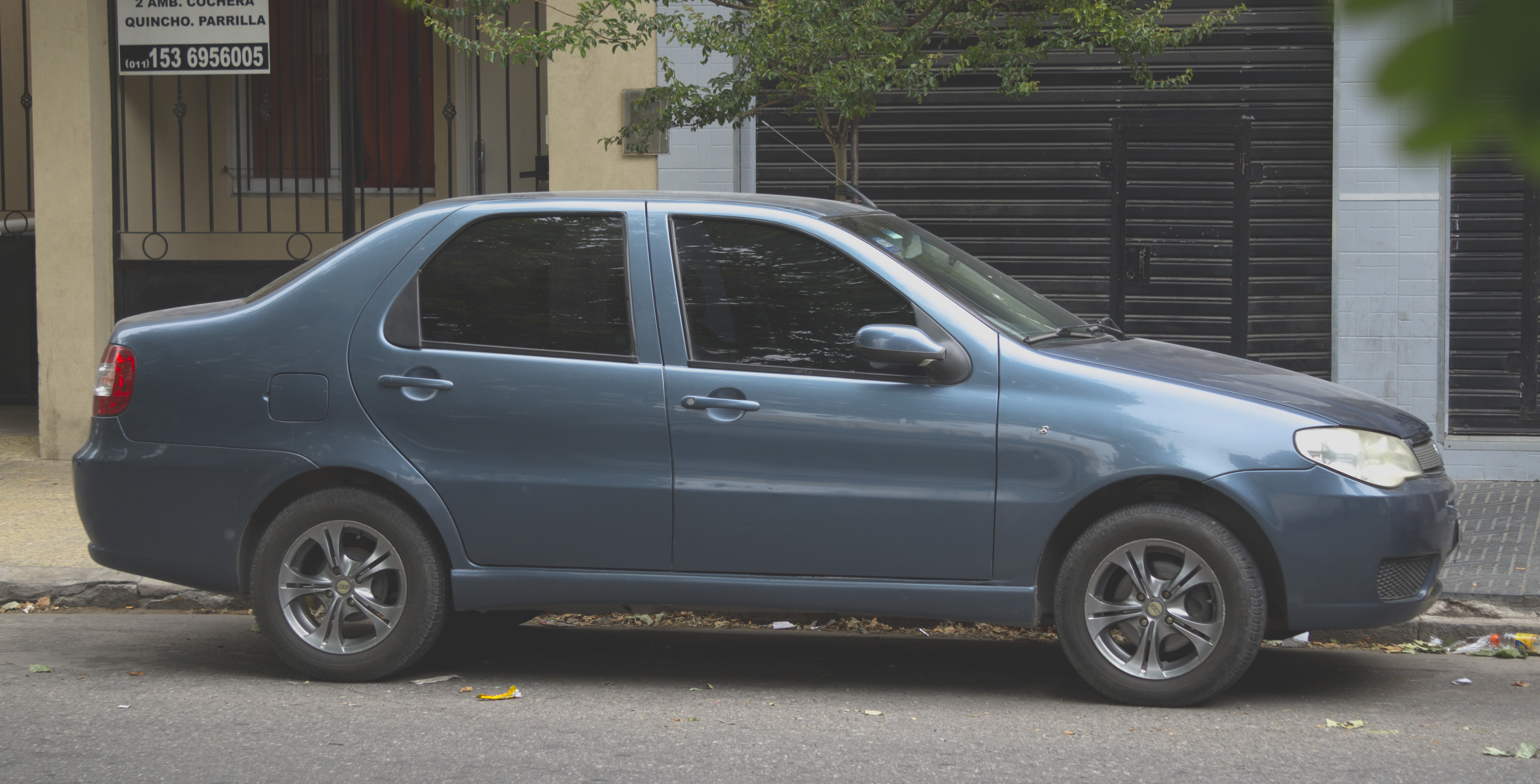
FIAT Siena

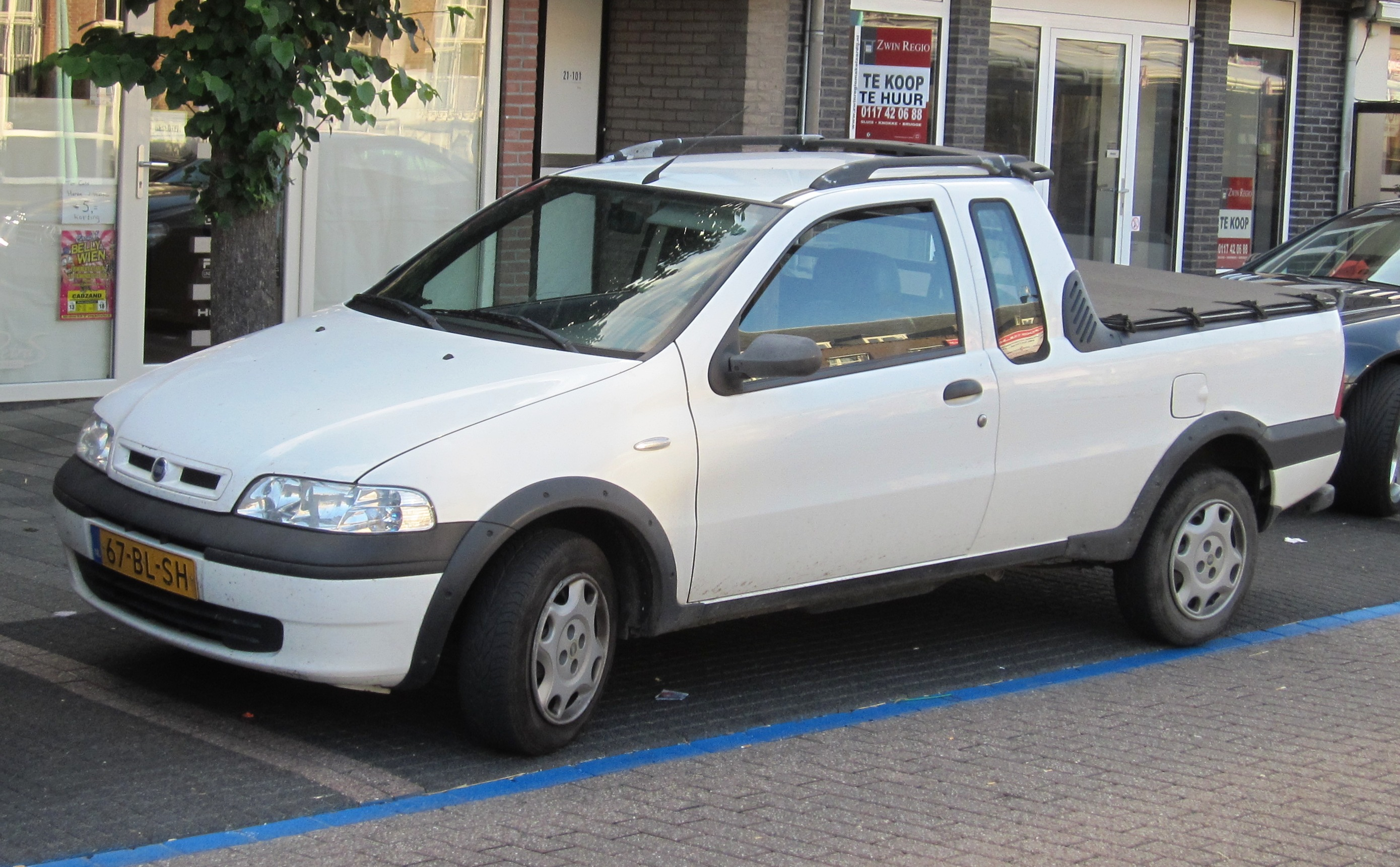
FIAT Strada

En 1986, alors que les constructeurs allemands et japonais sont toujours restés présents dans le pays, Nissan, à qui FIAT avait vendu son usine de Rosslyn, négocie une licence pour l'assemblage local de la FIAT Uno italienne, modèle qui faisait défaut dans la gamme du constructeur japonais.
La négociation va mettre presque 2 ans avant d'aboutir à un accord sur la délivrance de la licence car FIAT voulait s'assurer que Nissan ne se servirait pas de cette occasion pour en tirer partie et copier sa technologie. La FIAT Uno 2e série est ainsi assemblée par Nissan, à partir de 1988, et commercialisée sous le label FIAT Uno by Nissan dans les versions :
- Uno FIRE, 1 108 cm3,
- Uno Pacer, 1 368 cm3,
- Uno SX Pacer, version luxueuse équivalente à la version Uno SX italienne,
- Uno Turbo.

En 1990, alors que le premier contrat de licence concernant uniquement la FIAT Uno est arrivé à son terme, un deuxième accord est signé pour la poursuite de l'assemblage de la Uno mais Nissan South Africa va pouvoir assembler plusieurs modèles FIAT, d'origine brésilienne, à partir de 1999 :
- Fiat Uno - poursuite de la version italienne mais, en 1995, après l'arrêt de sa production en Italie, la base provient de la version brésilienne FIAT Mille, renommée simplement FIAT Uno Mia[5],[6],[7]. La fin de la production est programmée pour la fin d'année 2004[8],
- Fiat Palio, berline à hayon produite à partir de 1999[9], remplacée en janvier 2005 par la Palio II 3/5 portes, équipée de moteurs 1,2 litre 74 ch DIN ; 1,6 litre 101 ch ou 1,7 litre TD 69 ch, identiques à ceux de la Palio brésilienne MY 2002,
- Fiat Siena, berline traditionnelle à 4 portes assemblée à partir de 2000 et remplacée, en janvier 2005, par le modèle Siena II, identique à la Siena brésilienne MY 2004, disponible avec des moteurs 1,2 litre 74 ch DIN ; 16 litres 101 ch ou 1,7 litre TurboDiesel 69 ch,
- Fiat Strada, pick-up assemblé à partir de mi-2005, équipée des moteurs 1,2 litre 74 ch DIN ; 1,6 litre 101 ch ou 1,7 litre TD 69 ch[8],[10],[11].

La deuxième licence d'assemblage concédée par FIAT à Nissan a expiré en 2008 et l'assemblage de tous les modèles FIAT s'est arrêté en fin d'année 2008,.

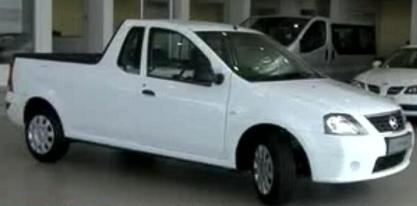
Nissan NP200

Le non renouvellement de la licence a été grandement influencé par la pression qu'à exercée Renault, nouvel allié de Nissan dans l'alliance Renault-Nissan BV créée en 1999. Carlos Ghosn, directeur général de Renault, voulait faire assembler par Nissan la Logan berline pour le marché local mais, en fait, elle sera directement importée d'Inde. Seuls de petits lots de Logan pick-up seront assemblés localement, sans rencontrer le succès espéré. Au total, Nissan a fabriqué 116 000 exemplaires de FIAT Uno dans l'ancienne usine FIAT de Rosslyn, rachetée après son départ d'Afrique du Sud, en 1978. En 2003, 6 422 automobiles FIAT ont été assemblées par Nissan en Afrique du Sud.
L'activité de FIAT South Africa, dans la production d'automobiles, prend fin en 2008. Depuis, tous les modèles vendus par le groupe italien sous les marques FIAT, Alfa Romeo, Lancia, Maserati et Ferrari sont importés d'Italie, d'Argentine ou du Brésil. La FIAT Linea est, quant à elle, importée d'Inde.
En 2002, FIAT a vendu 11 600 véhicules, détenant 3,3 % de part de marché. La gamme commercialisée se compose des modèles assemblés localement (Uno, Palio, Siena et Strada) et des modèles importés :
- Punto,
- Stilo,
- Doblò,
- Multipla,
- Panda 4×4,
- Ducato.

## Liste des modèles FIAT assemblés en Afrique du Sud
- FIAT 600
- FIAT 1100
- FIAT 1100 T fourgonnette
- FIAT 2300
- FIAT 1500 - berline et familiale
- FIAT 850
- FIAT 125
- FIAT 124 - berline et SW
- FIAT 124 ST
- FIAT 131 Mirafiori - berline, SW et SuperMirafiori,
- FIAT 128 - berline 4 portes et pickup spécifique, inconnue ailleurs,
- FIAT 132
- FIAT Uno by Nissan
- FIAT Uno Mia
- FIAT Palio (1996-2011)
- FIAT Siena
- FIAT Strada

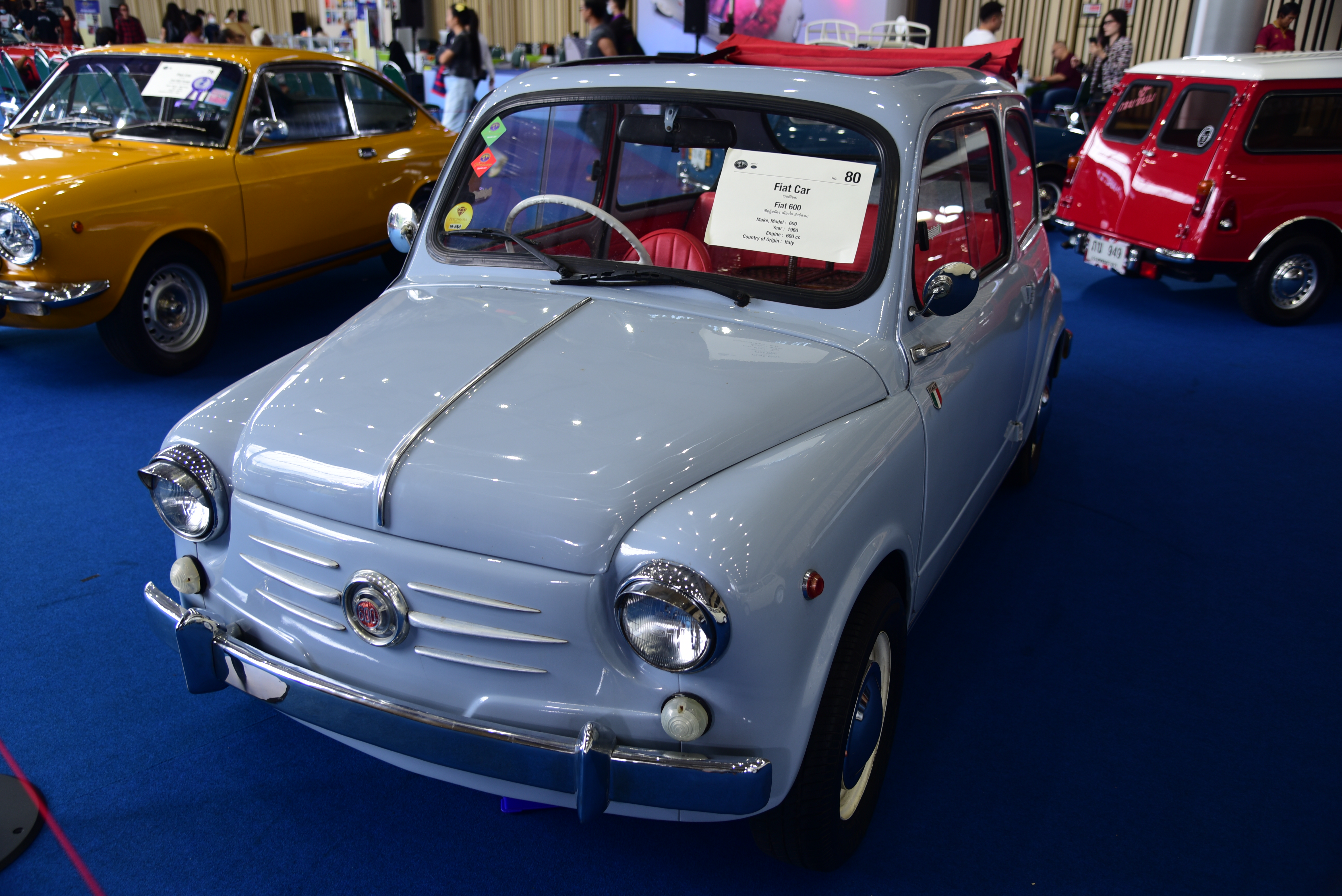
FIAT 600
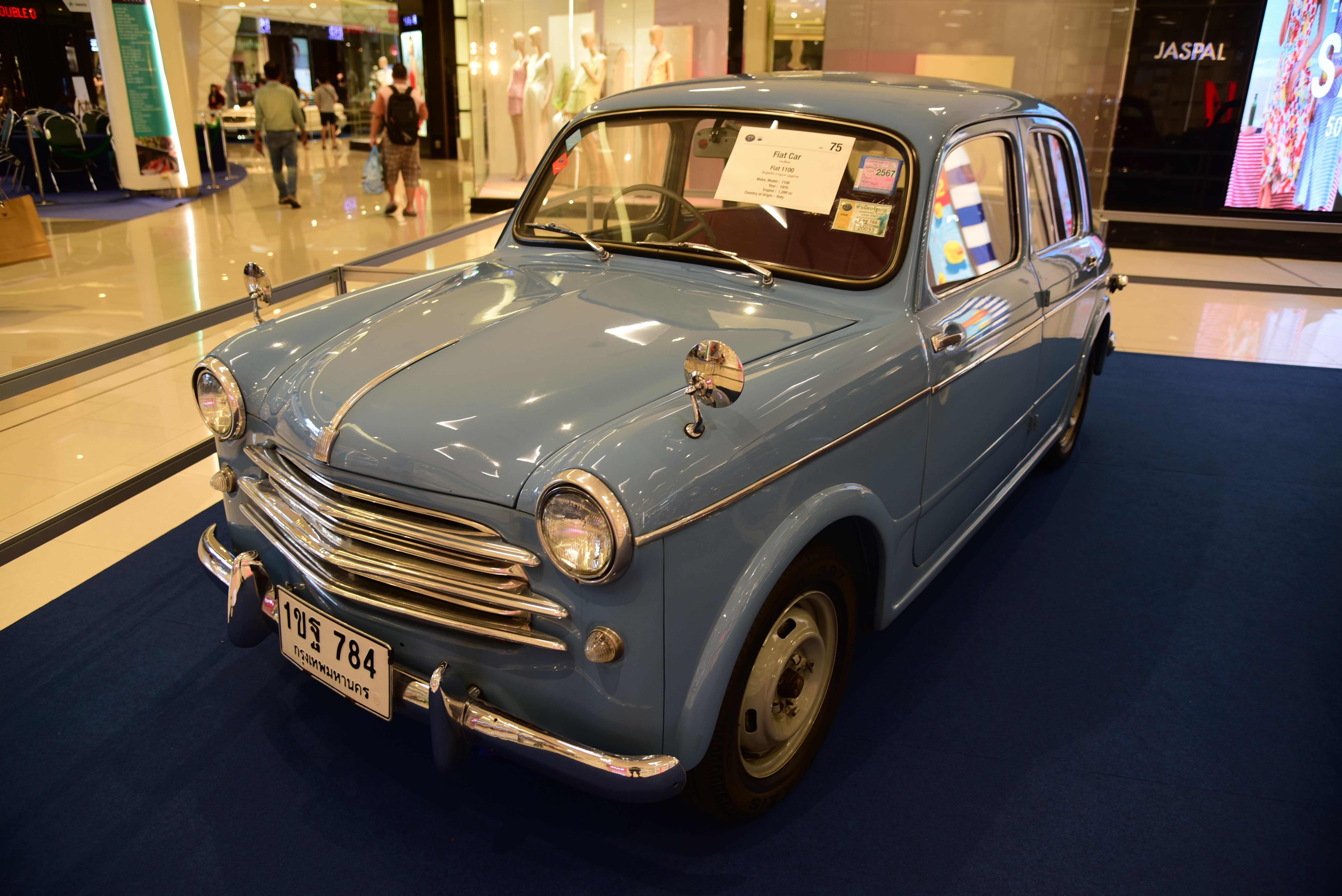
FIAT 1100
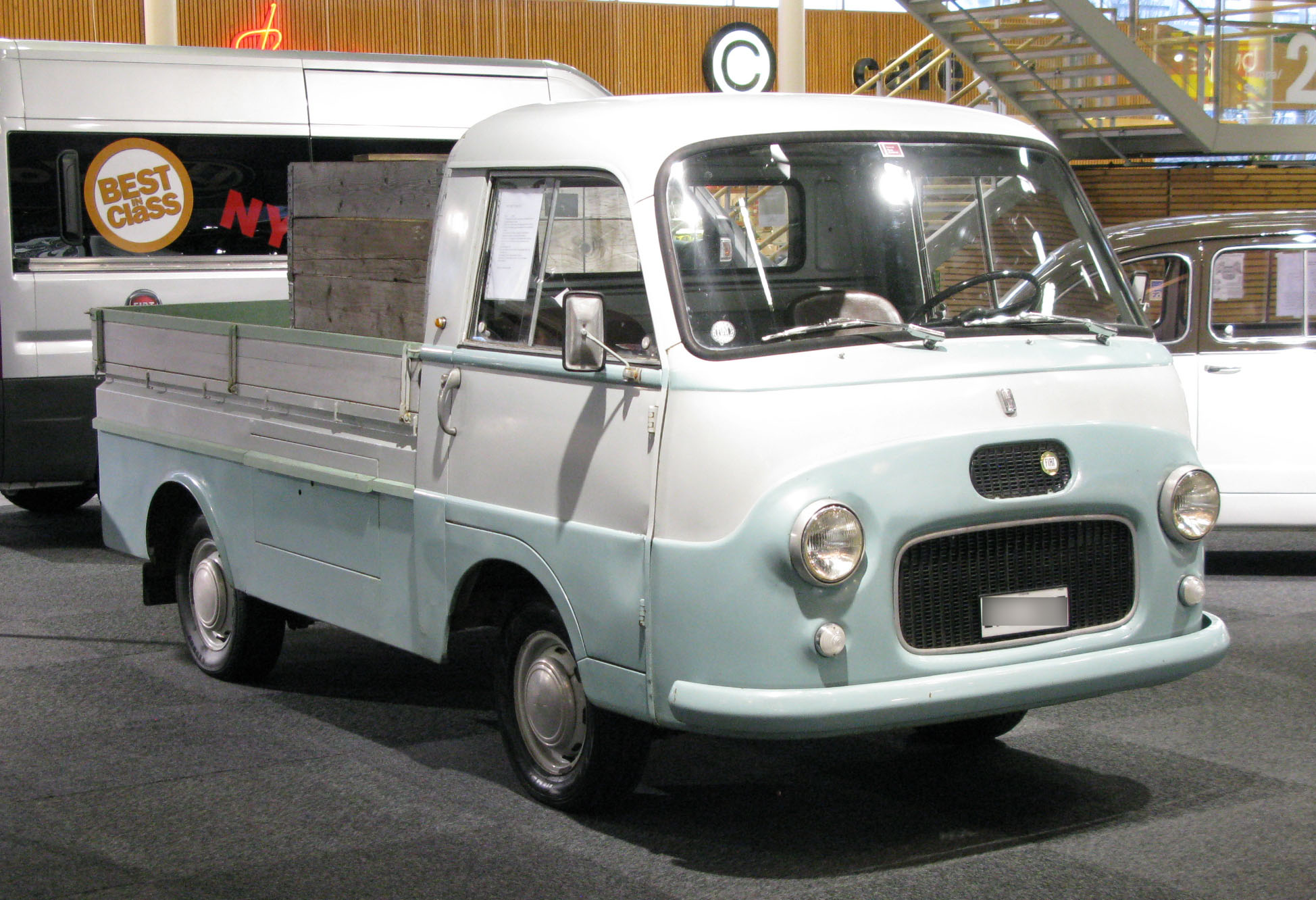
FIAT 1100 T
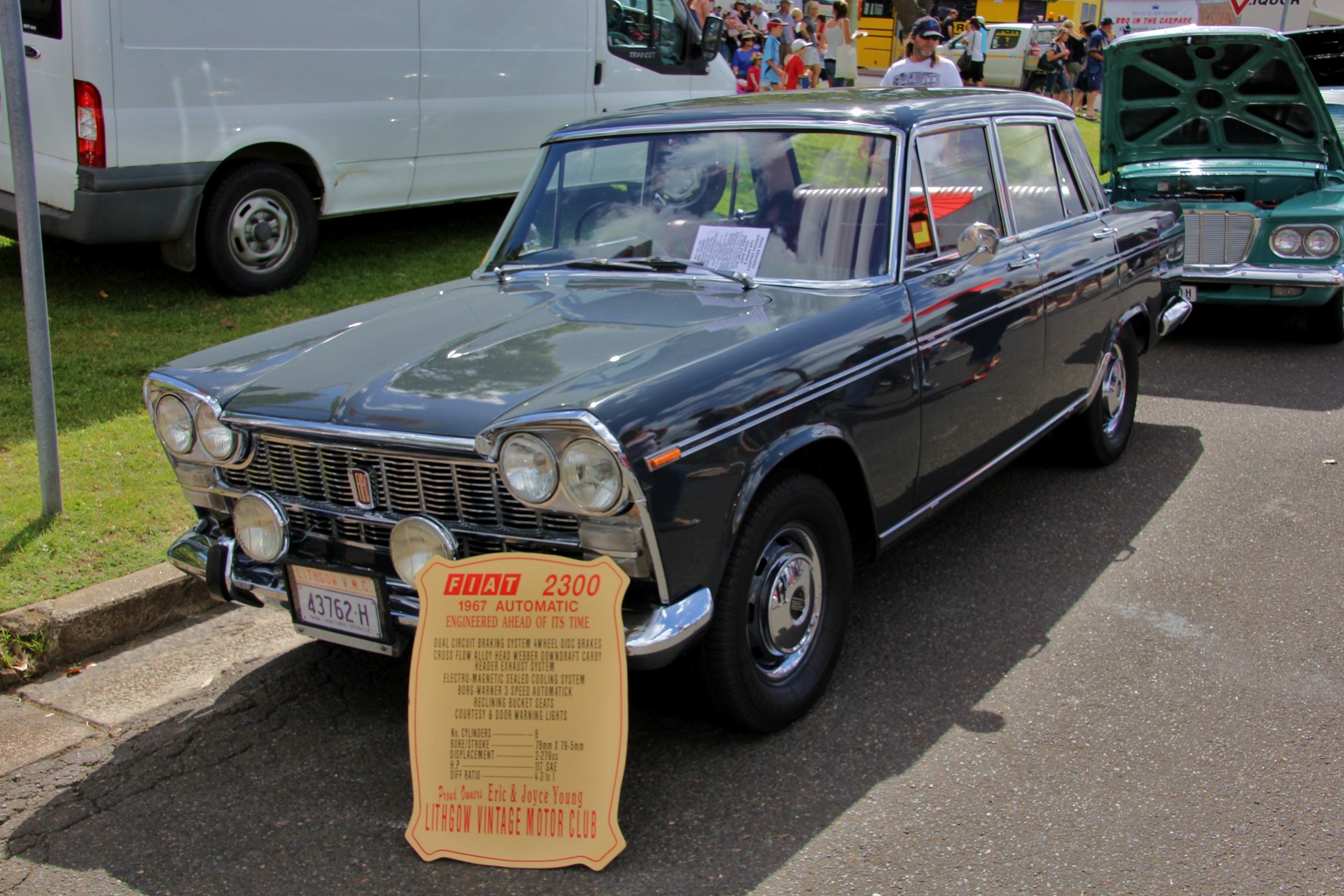
FIAT 2300
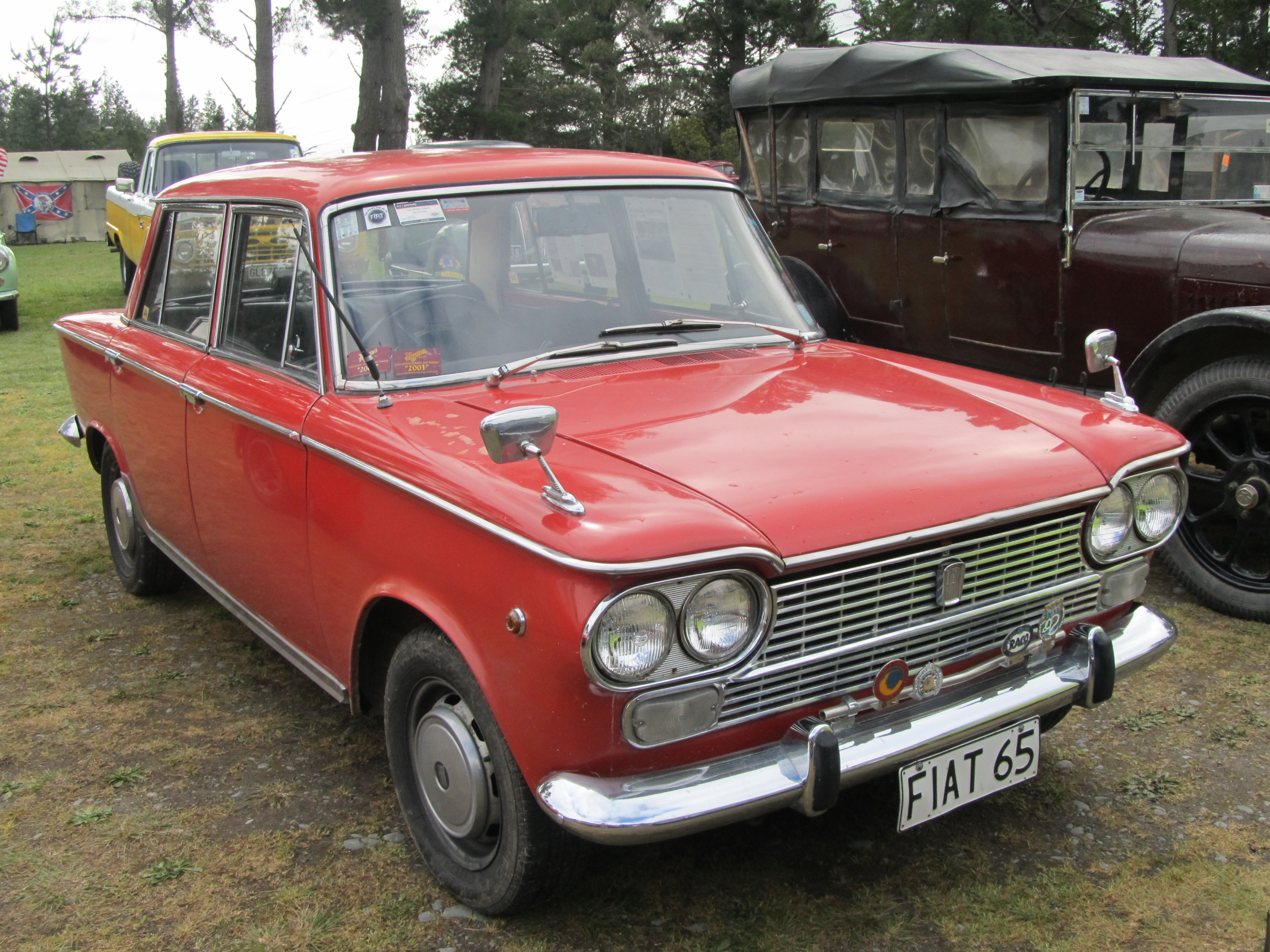
FIAT 1300
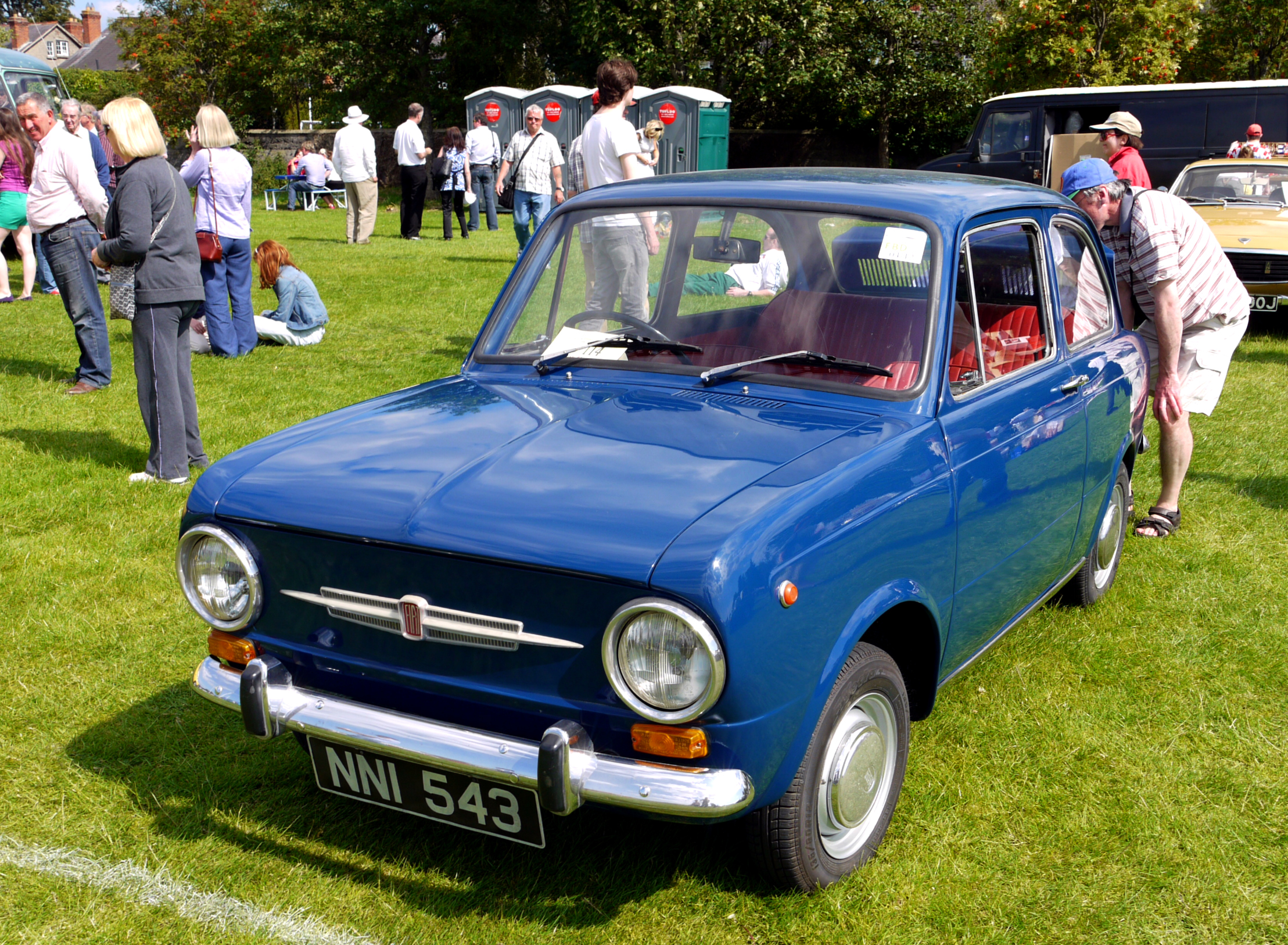
FIAT 850
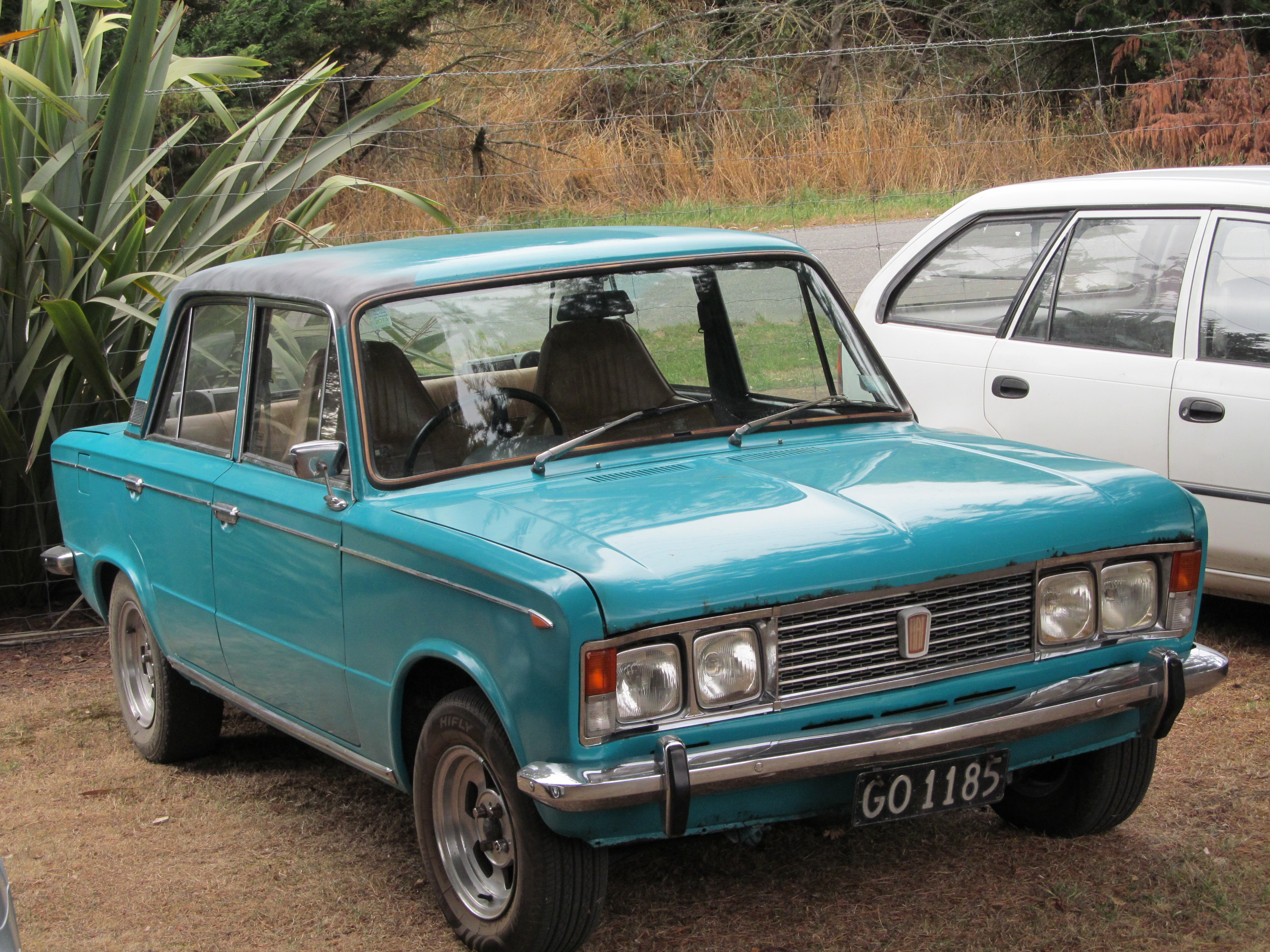
FIAT 125
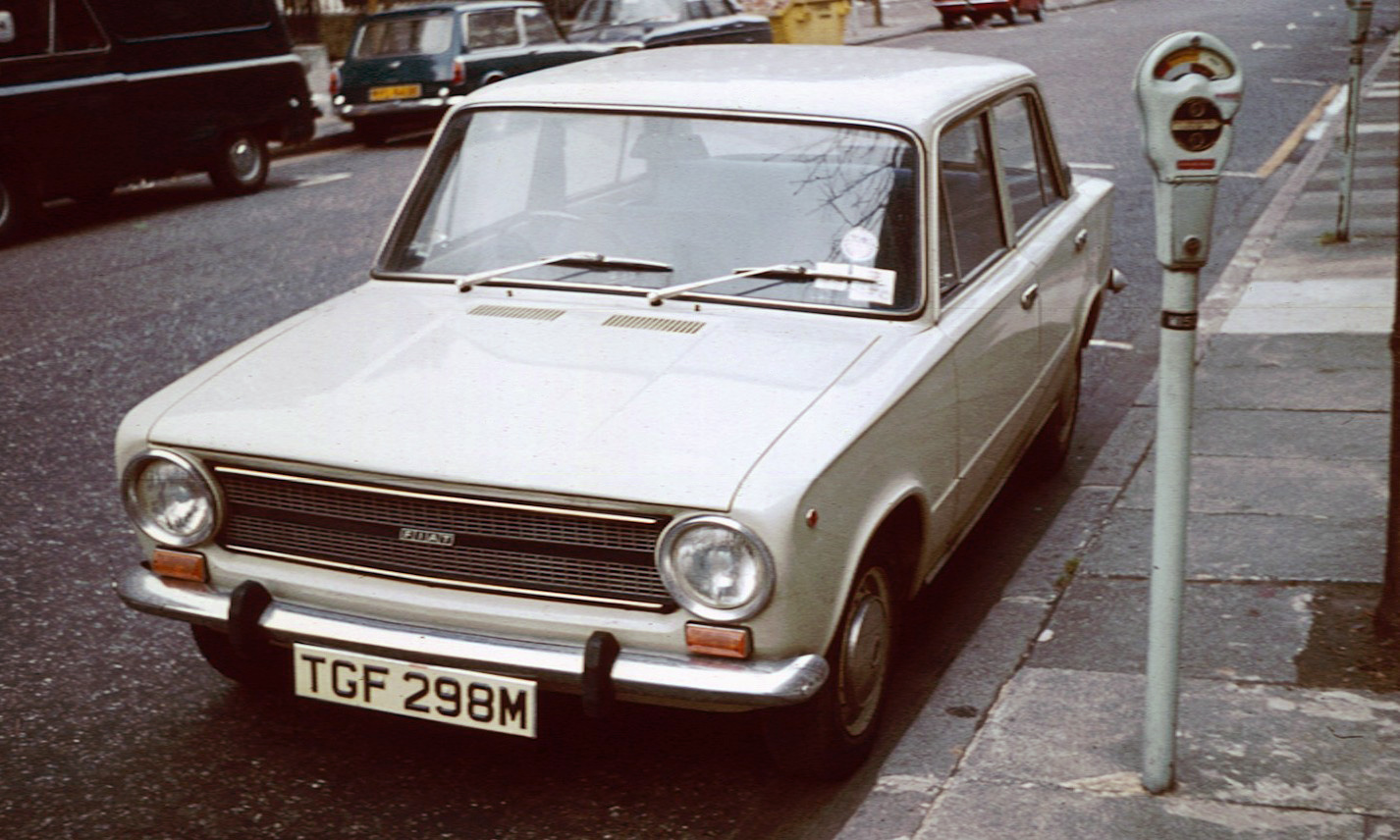
FIAT 124
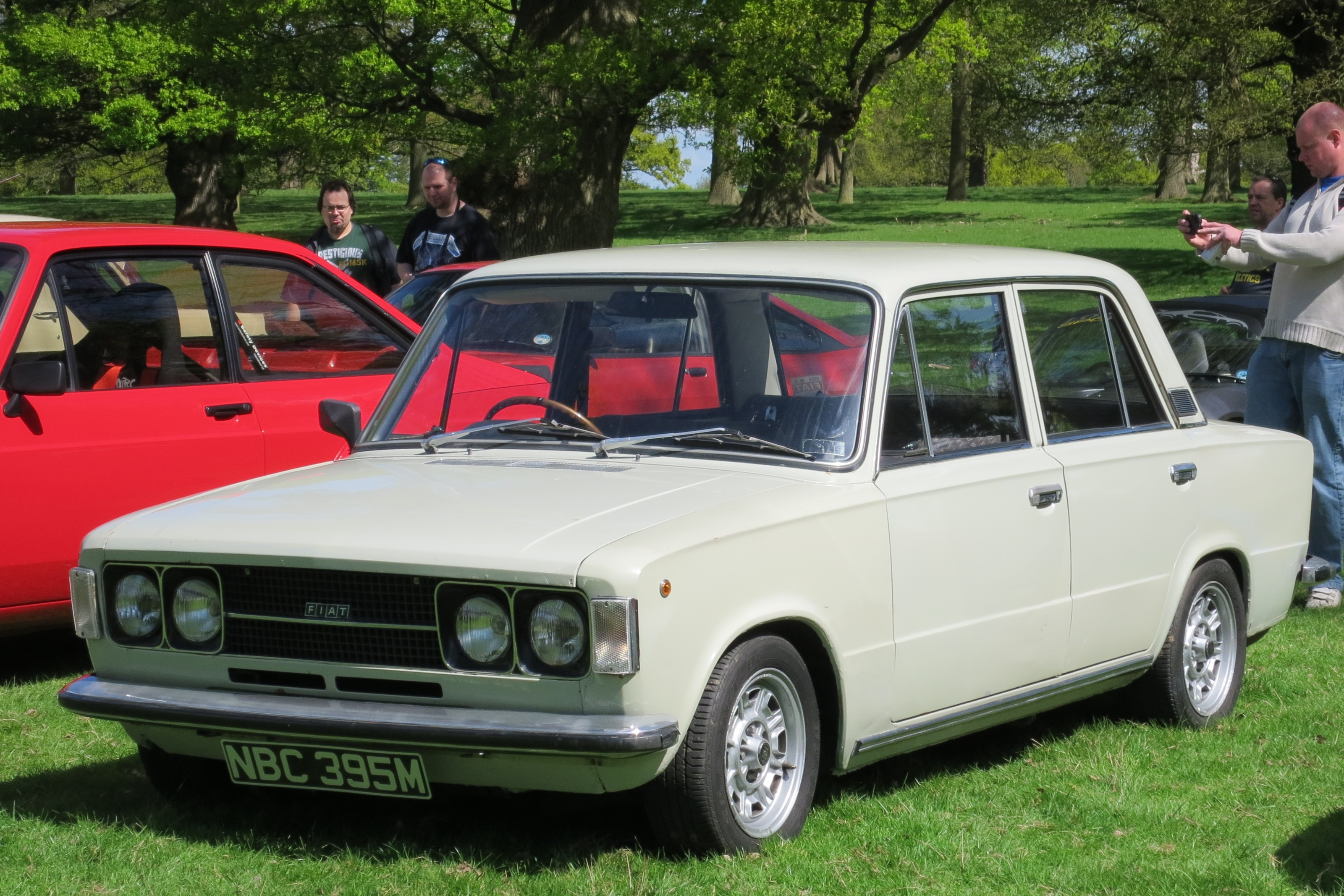
FIAT 124 ST
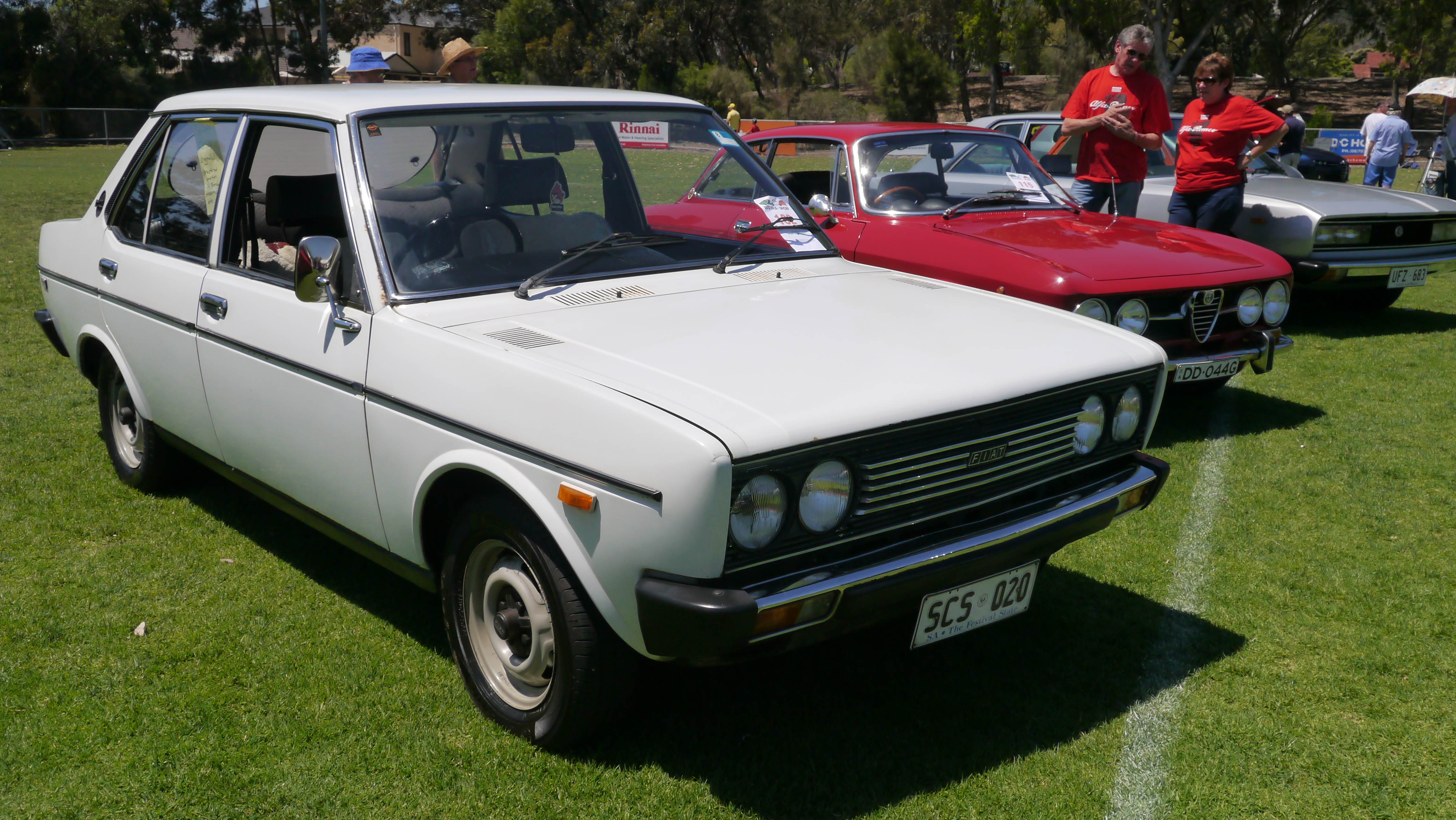
FIAT 131S Mirafiori
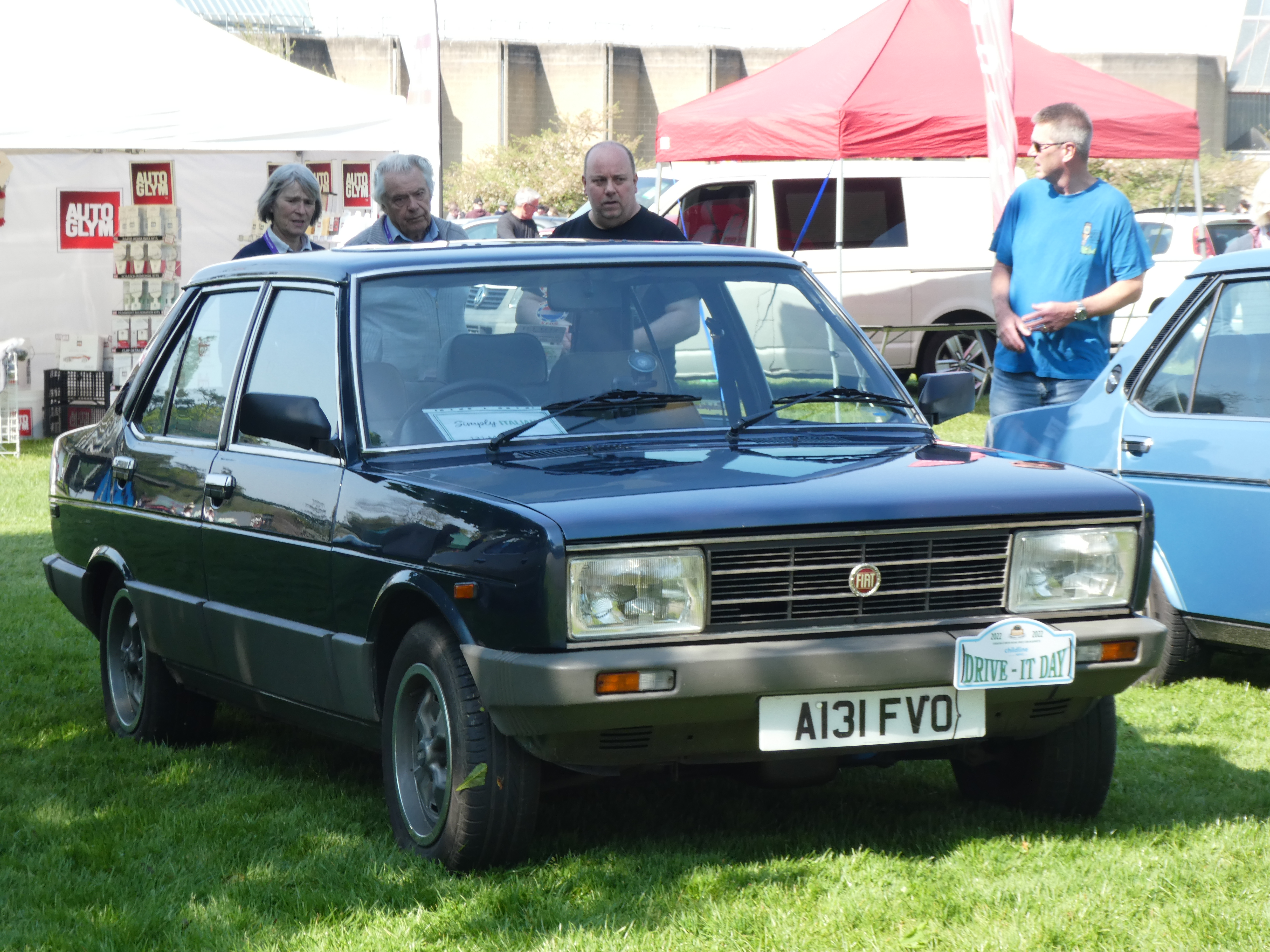
FIAT 131 SuperMirafiori
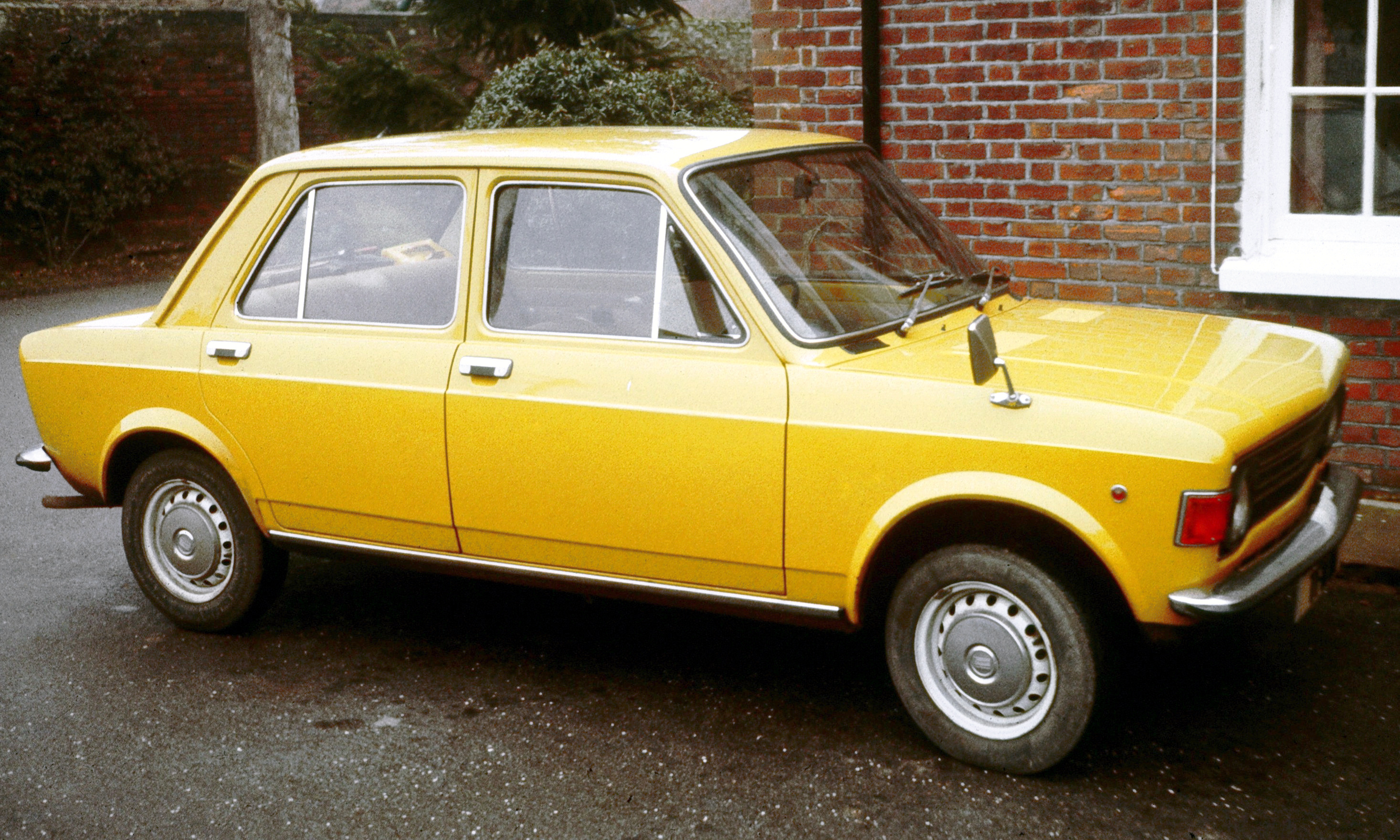
FIAT 128
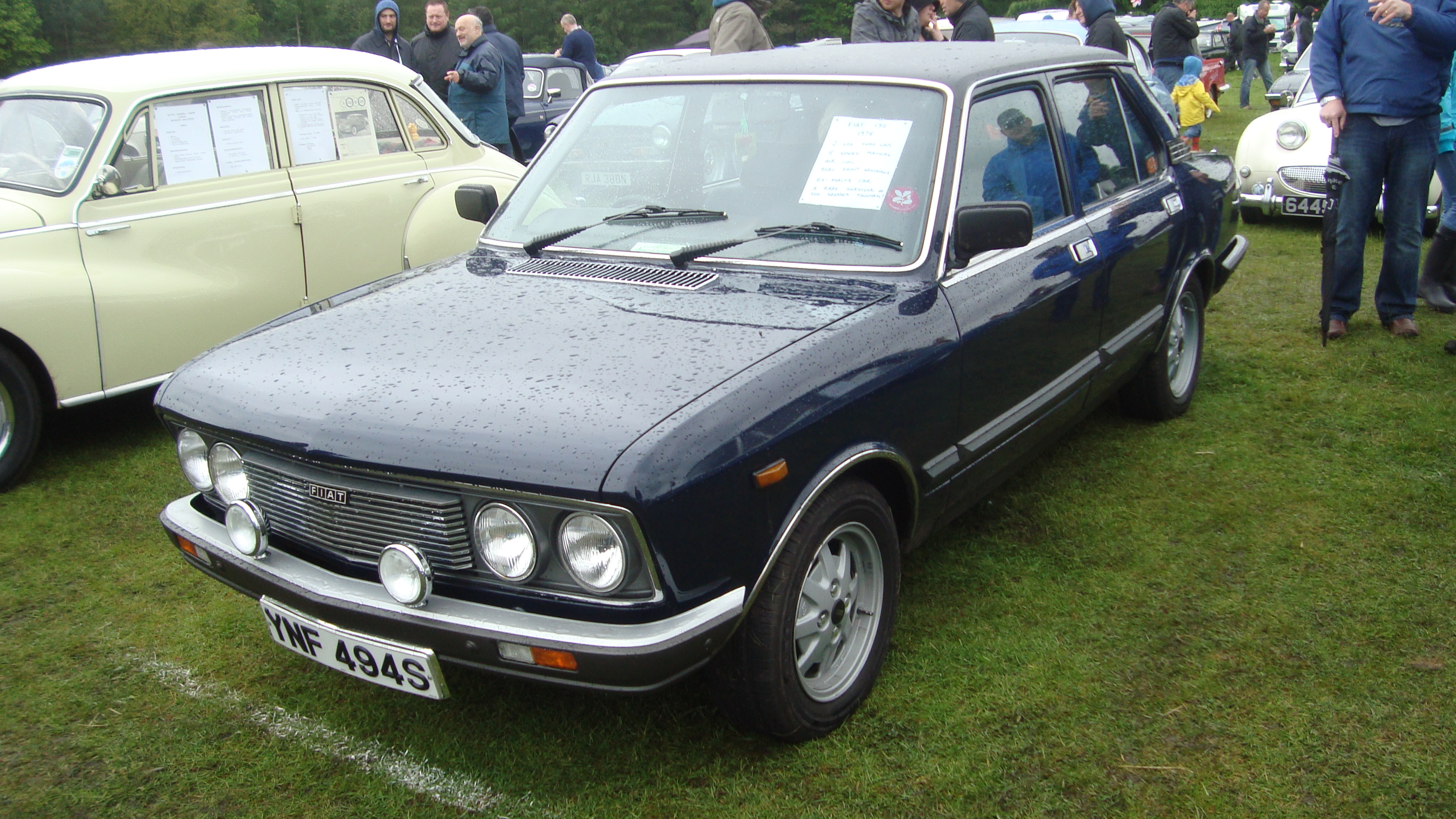
FIAT 132
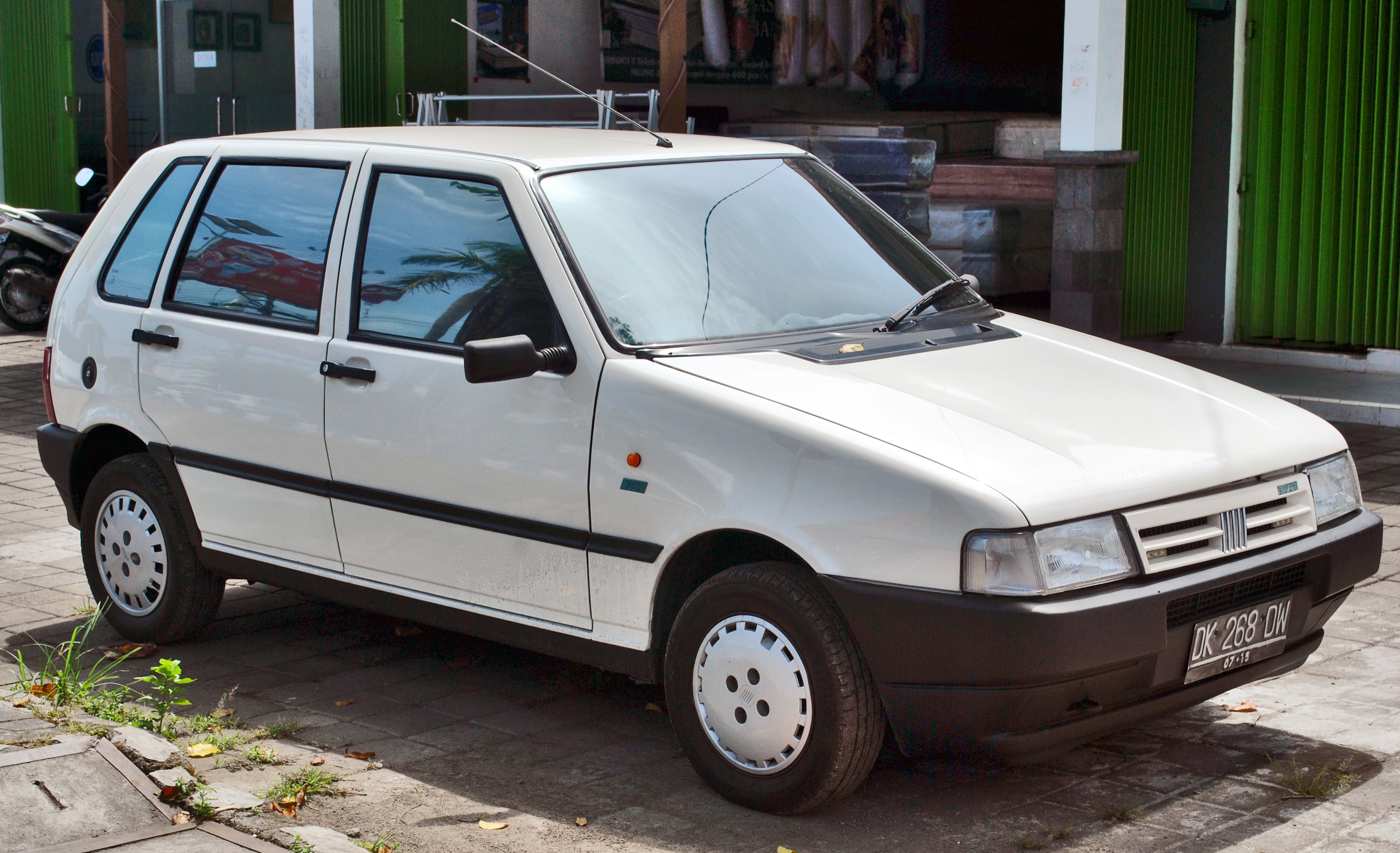
FIAT Uno by Nissan
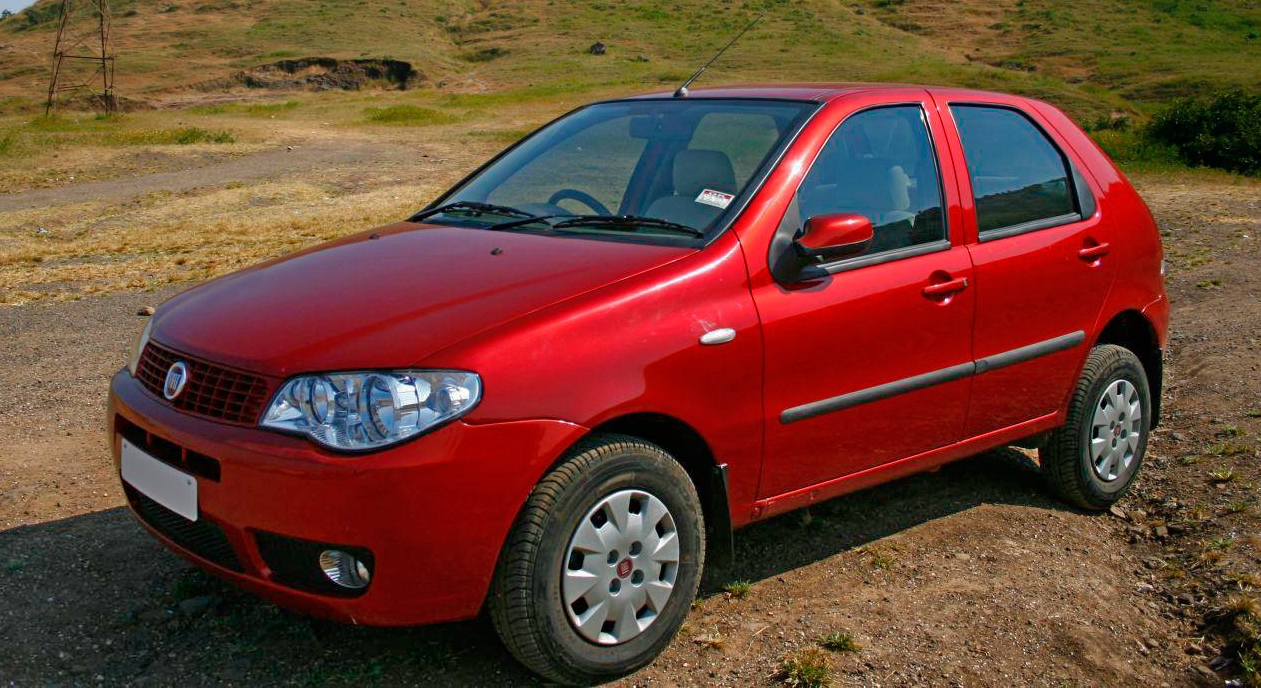
FIAT Palio 2